# بلک نایت
بلک نایت (انگلیسی: Black Knight) شرکت خدمات مالی آمریکایی است، که در سال ۲۰۱۴ تأسیس شد.